# صنعت الکترونیک

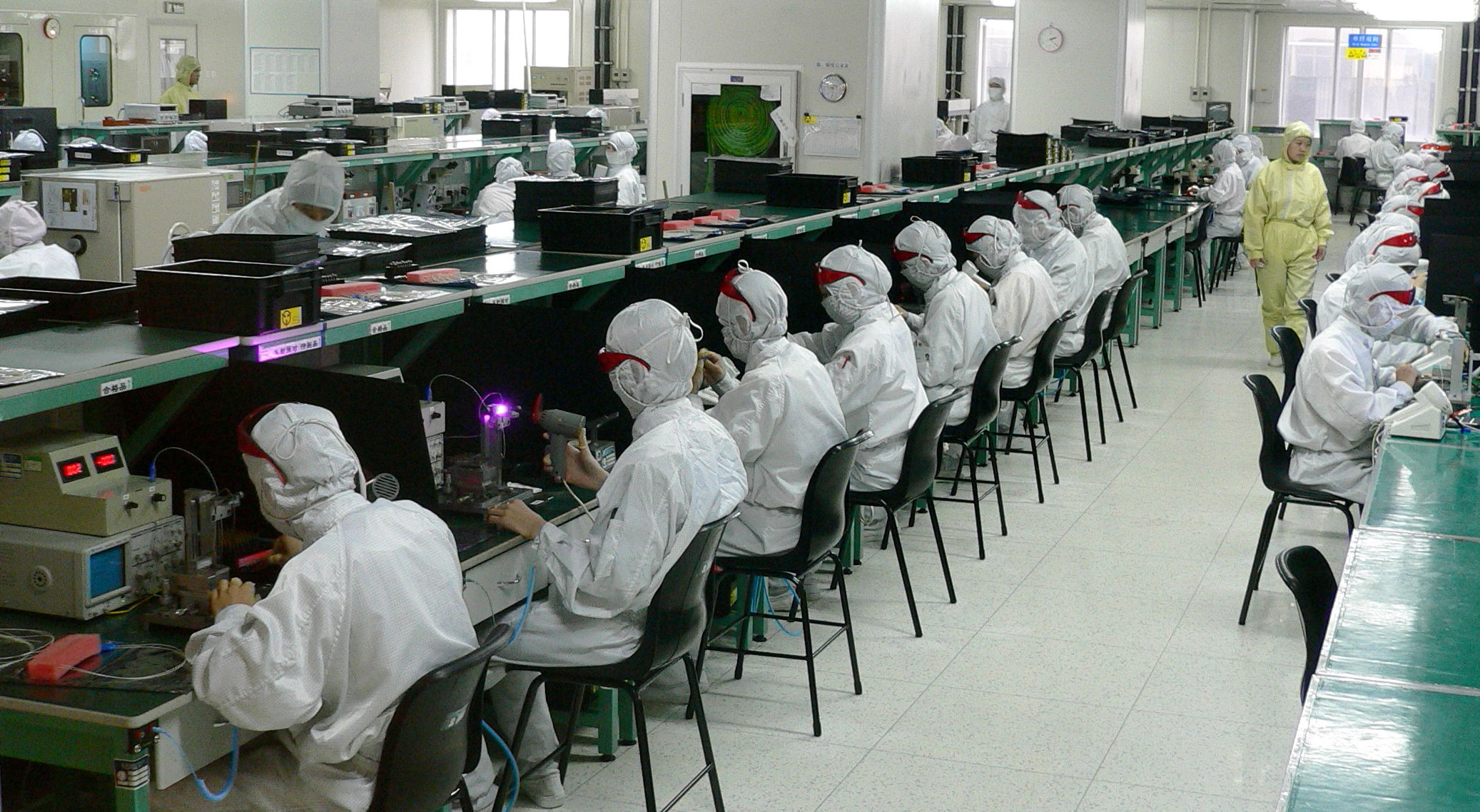
کارگران در یک کارخانه الکترونیک در شنژن، چین.

صنعت الکترونیک (به انگلیسی: Electronics industry) در قرن بیستم ظهور کرد و امروزه یکی از بزرگترین صنایع جهان است. جامعه معاصر از مجموعه بزرگی از دستگاه‌های الکترونیکی ساخته‌شده در کارخانه‌های خودکار یا نیمه‌خودکار که توسط صنعت اداره می‌شوند، استفاده می‌کند. محصولات الکترونیکی در وهله نخست از ترانزیستورهای نیمه‌رسانای فلز-اکسید (MOS) و مدارهای مجتمع مونتاژ می‌شوند. مدارهای مجتمع بیشتر توسط فوتولیتوگرافی و بیشتر روی بوردهای مدار چاپی ساخته می‌شوند.
بردهای مدار تا حد بسیاری با به‌کارگیری فناوری نصب-سطح مونتاژ می‌شوند، که معمولاً شامل قرار دادن خودکار قطعات الکترونیکی روی بردهای مدار با استفاده از دستگاه‌های برداشت و گذاشت است. فناوری نصب-سطح و دستگاه‌های برداشت و گذاشت، مونتاژ شمار بالایی برد مدار را با سرعت بالا امکان‌پذیر می‌کنند.
صنعت الکترونیک از بخش‌های مختلفی تشکیل شده‌است. نیروی محرک اصلی کل صنعت الکترونیک بخش صنعت نیمه‌رسانا است، که در سال ۲۰۱۸ بیش از ۴۸۱ میلیارد دلار آمریکا فروش سالانه دارد. بزرگترین بخش صنعت، تجارت الکترونیک است که در سال ۲۰۱۷ بیش از ۲۹ تریلیون دلار تولید کرده‌است. متداول‌ترین دستگاه الکترونیکی که ساخته می‌شود، ترانزیستور اثرِ میدانیِ نیمه‌رسانای اکسید-فلز (MOSFET) است که در سال ۱۹۵۹ اختراع شد و «اسب‌کاری» صنعت الکترونیک محسوب می‌شود.

## تاریخچه
صنعت برق در قرن نوزدهم آغاز شد که سبب توسعه اختراعاتی مانند گرامافون، فرستنده‌ها و گیرنده‌های رادیویی و تلویزیون شد. لامپ خلأ برای دستگاه‌های الکترونیکی اولیه به‌کار می‌رفت، پیش از اینکه سپس به‌طور گسترده توسط قطعات نیمه‌رسانا به‌عنوان فناوری بنیادی این صنعت جایگزین شود.
نخستین ترانزیستور کارآمد، یک ترانزیستور تماس نقطه‌ای بود، که توسط جان باردین و والتر هاوسر براتین در آزمایشگاه‌های بل در سال ۱۹۴۷ اختراع شد و منجر به پژوهش‌های چشمگیری در زمینه نیمه‌رساناهای حالت جامد در طول دهه ۱۹۵۰ شد. این امر منجر به ظهور صنعت لوازم الکترونیکی مصرفی خانگی از دهه ۱۹۵۰ گردید، که بیشتر به دلیل تلاش‌های توکیو تسوشین کوگیو (سونی کنونی) در تجاری‌سازی موفقیت‌آمیز فناوری ترانزیستور برای بازار انبوه، با رادیوهای ترانزیستوری مقرون به‌صرفه و سپس گیرنده‌های تلویزیون ترانزیستوری بود.
این صنعت شمار بالایی از مهندسان الکترونیک و تکنسین‌های الکترونیک را برای طراحی، توسعه، آزمایش، ساخت، نصب و تعمیر تجهیزات الکتریکی و الکترونیکی مانند تجهیزات ارتباطی، دستگاه‌های نظارت پزشکی، تجهیزات ناوبری و رایانه‌ها استخدام می‌کند. قطعات رایج تولیدشده عبارتند از کانکتورها، اجزای سامانه، سامانه‌های سلولی و لوازم جانبی رایانه که از فولاد آلیاژی، مس، برنج، فولاد زنگ‌نزن، پلاستیک، لوله‌های فولادی و سایر مواد ساخته می‌شوند.